# Třída Super Jamato
Třída Super Jamato (jap. 超大和型戦艦) byla nikdy nepostavená třída bitevních lodí japonského císařského námořnictva. Název vycházel z předchozí třídy Jamato a označení projektu bylo A-150.

## Pozadí projektu
Designově vycházela z třídy Jamato. Hlavní dělostřelectvo sestávalo z šesti 510mm kanónů ve třech dvojhlavňových věžích. Standardní výtlak měl dosáhnout 70 000 tun, maximální rychlost 27 uzlů (stejně jako Jamato). Pancéřování bylo silnější, než na dosud postavených bitevních lodích. 510mm kanóny neměly mezi lodními děly na světě obdoby; hmotnost vystřelené protipancéřové střely by činila 1900 až 2000 kg (Jamato se 460 mm 1460 kg, USS Iowa se 406 mm 1225 kg).
Před rokem 1942 byly plánovány dvě jednotky, označené jako č. 798 a č. 799. Šlo vlastně o šestou a sedmou jednotku třídy Jamato. Stavba ale nebyla zahájena, zůstaly jen ve fázi příprav a plánování, případně vytváření dokumentace. Po bitvě o Midway byla stavba bitevních lodí v Japonsku zastavena. Super Jamato se nezdál být tak progresivní jako rychlejší Super křižníky typu A, které byly rovněž projektovány před rokem 1942, ale také nikdy nebyly postaveny.
Oproti Jamato měly mít jednotky Super Jamato šest (oproti devíti) hlavní hlavního dělostřelectva, i když rychlost střelby se tím pravděpodobně radikálně snížila. K redukci se přistoupilo hlavně kvůli snížení hmotnosti.
Protože většina japonských přístavů byla příliš mělká (již jednotky třídy Jamato byly širší, aby se snížil ponor, čímž se však zhoršila hydrodynamika a důsledkem byla nižší maximální rychlost plavidel), pro Super Jamato se šířka musela ještě zvětšit a pro zachování rychlosti alespoň na úrovni třídy Jamato by musely být výrazné posíleny pohonné jednotky.

## Konkurence
Záměr třídy Super Jamato vycházel z japonských snah stavět lodě, které by měly větší palebnou sílu než srovnatelné lodě protivníka a které by mohly být vyráběny ve větších množstvích. Japonci také vycházeli z přesvědčení, že Spojené státy nebudou stavět plavidla větší než třída Iowa (z důvodu omezení daných splavností Panamského průplavu).
Pokud by Japonsko, USA a Velká Británie postavily všechny plánované jednotky, Japonsko by mělo jen pět jednotek třídy Jamato a dvě Super Jamato, oproti 17 novým americkým jednotkám (tříd North Carolina, South Dakota, Iowa a Montana) a 9 britským jednotkám (třídy King George V a Lion). Americké a britské lodě měly navíc technologickou převahu, lepší dělostřelectvo, radary a rychlost. Naproti tomu by s největší pravděpodobností nebyly všechny americké a britské jednotky nasazeny proti Japonsku.